# Sergueï Davidoff
Pour les articles homonymes, voir Davidoff (homonymie).
Sergueï Davidoff est un metteur en scène, scénariste, producteur, comédien et éditeur né le 10 août 1972 en Sibérie (Russie). Sergueï Davidoff commence sa carrière dans l’ex-république soviétique de Moldavie, où il met en scène de courts documentaires au Moldova Film Studio. Il a remporté en 1996 la Stan Kamen Scholarship et a été reçu à l’American Film Institute à Los Angeles. Peu de temps après, Davidoff a mis en scène "Sweet Dreams", un court-métrage présenté dans plus de cinquante festivals internationaux du film, dont Sundance et Telluride.

## Filmographie

### comme réalisateur
- 1991 : Katastroika
- 1992 : Chuchelo
- 1993 : Valley of Happiness
- 1999 : Childhood
- 2000 : Sweet Dreams
- 2007 : Skydance
- 2007 : American Truck Driver
- 2018 : Lucky Day

### comme scénariste
- 1991 : Katastroika
- 1992 : Chuchelo
- 1993 : Valley of Happiness
- 1999 : Childhood
- 2000 : Sweet Dreams
- 2007 : Skydance
- 2007 : American Truck Driver
- 2018 : Lucky Day

### comme producteur
- 1999 : Childhood
- 2000 : Sweet Dreams
- 2001 : Scrooge and Marley
- 2007 : Skydance
- 2007 : American Truck Driver
- 2007 : The Closer
- 2007 : To Each His Own Cinema
- 2018 : Lucky Day

### comme acteur
- 1999 : Childhood : John Reader
- 1999 : Zinzana : Davidoff
- 2002 : Life with Bonnie : Vlad
- 2007 : Skydance : Alex
- 2007 : American Truck Driver : Max

### comme monteur
- 1999 : Childhood
- 2007 : Skydance
- 2007 : American Truck Driver
- 2018 : Lucky Day

## Récompenses et nominations

### Récompenses
Directors Board Awards for Excellence in Broadband Motion Pixure Production, 2001.
Meilleur acteur pour Alex Burchu dans "Sweet Dreams", réalisé par Sergueï Davidoff.